# トランスルーセント〜彼女は半透明〜
『トランスルーセント〜彼女は半透明〜』（トランスルーセント かのじょははんとうめい）は、岡本一広による日本の漫画。『コミックフラッパー』（メディアファクトリー）において、2003年3月号から2006年11月号にかけて連載された（当初は読み切り、後に連載化）。全30話。単行本は全5巻。架空の病気「透明病（とうめいびょう）」を患う主人公の少女の学校生活を描く漫画である。タイトルの「トランスルーセント(translucent)」は「半透明」を意味する英単語。

## あらすじ
白山しずかは、透明病を患う14歳の少女である。透明病とは、肉体が透明になる病気であり、原因も治療法も一切不明の奇病である。初期症状は腕や胴など体の一部が透明になるだけだが、進行につれて透明の部位が広がり、やがて全身が完全に透明になり、姿がまったく見えなくなってしまう。しかし透明である以外は健康面で異常がなく、世間でもこの病気が広く認知されているため、作中で登場する透明病患者はそれぞれ、学校生活や社会生活を送っている。
しずかは定期的に体の一部が透明になり、数週間後には全身が透明化してしまう。やがては元の姿に戻るが、また再発して透明になることを繰り返す日々を送っている。ただでさえ目立たない性格の彼女は、透明病のために自分の姿が誰の目にも映らないことに苦悩し、さらに夢であった演劇の舞台に立つこともできない。しかし、その病気をきっかけとして同級生の唯見マモルと親しくなり、次第に前向きになる。同級生の大河内、同じ病気を患う春名恵子といった仲間たちに囲まれ、しずかは透明病を患いながらも学校生活と演劇部を続ける。そして常に自分を励ますマモルに、次第に恋心を抱いてゆく。
ある日、しずかは突如として完全に透明になってしまい、医師から元に戻らない可能性すら示唆される。周囲を拒絶して学校へも行かなくなったしずかだが、マモルの励ましにより勇気を出し、透明な姿のままで通学を再開。ついにマモルに恋心を伝えようとするが、告白寸前に姿が元に戻ってしまう。有耶無耶で告白は先延ばしになり、平和な日々が続く。
しずかとマモルのデートの最中、完治したと思われたしずかの透明病が再発。しかししずかは、透明病のために却って、自分の嫌な部分が直視でき、演劇とも正面から向き合うことができ、マモルやかけがえのない友人たちを得たことを認識し、透明病という現実、さらに自分と向き合うことを決意する。透明病のために心が透明になったことを知ったしずかは、透き通った心のままでマモルと一緒にいられることを願いつつ、物語は終わる。

## 登場人物
白山 しずか（しろやま しずか）
中学2年生、14歳の少女。引っ込み思案で、おとなしく落ち込みやすい性格だが、努力家。中学入学と同時に演劇部に入部し、初舞台で観客たちの目の前で失態を演じてしまい、「消えてしまいたい」と思ったときから透明病が発病する。
唯見 マモル（ただみ マモル）
しずかの同級生で、美術部員。無邪気な性格で、プラモデルなど子供のような趣味が大好き。透明病に興味を抱いたことをきっかけに、しずかと親しくなる。落ち込み気味な彼女を支え、次第にしずかのかけがえのない存在となる。
大河内 夏香（おおこうち なつか）
しずかの同級生で、生徒会長。才色兼備のお嬢様。自分と正反対のしずかを気にかけ、後に大親友となる。しずかとマモルの仲を見守り、2人のために何かと奔走するが、次第に自分もマモルに惹かれ始める。
春名 恵子（はるな けいこ）
ガラス工芸職人。しずかよりも重い透明病を患っており、全身が完全に透明。しずかの良き先輩であり、時には透明病の現実を厳しく教える。後に光一の子を妊娠したことで透明病が完治し、透明病の将来にも明るい兆しが見られる。
光一（こういち）
恵子の学生時代からの恋人で、建築士。透明になった恵子から一度は別れを切り出されるが、恵子のすべてを受け入れて求婚。後にしずかたちに祝福されつつ、結婚式を挙げる。
高沢 桃子（たかざわ ももこ）
しずかや恵子たちの透明病を診察する女医。しずかを常に支えるマモルの存在に興味を抱き、2人を接近させようとする。

## 書誌情報
- 岡本一広 『トランスルーセント〜彼女は半透明〜』 メディアファクトリー〈MFコミックス〉、全5巻
  1. 2005年6月30日発行（2005年6月23日発売）、ISBN 4-8401-1318-1
  2. 2005年8月30日発行（2005年8月23日発売）、ISBN 4-8401-1323-8
  3. 2005年12月31日発行（2005年12月22日発売）、ISBN 4-8401-1350-5
  4. 2006年6月30日発行（2006年6月23日発売）、ISBN 4-8401-1399-8
  5. 2006年11月30日発行（2006年11月22日発売）、ISBN 4-8401-1636-9

## 翻案作品
2007年、大阪府の劇団・シアターシンクタンク万化の主催により、本作の14年後を描いた舞台作品『トランスルーセント 〜彼女とドーナツを』が上演された。

## 社会的評価
体が透明になってしまった主人公・白山しずかは、ほかの人々に姿を認知されないことから、自分を無意味な存在だとして苦悩し、そんな彼女を級友の少年・唯見マモルが支える形で物語が進んでゆく。この「透明病」という設定は、思春期に誰もが抱く「自分の存在理由への懐疑」という普遍的なテーマを架空の病気に仮託し、純粋に表現したものとの分析もあり、秀逸な設定との声もある。
健気な性格のしずかと天真爛漫なマモルの組み合わせや、2人を見守るサブキャラクター・大河内の評価も高く、特に大河内はコミックフラッパー編集部ブログでは「主役を食うほどの活躍」「まちがいなく一番人気」と評価されている。
2008年には、アメリカ図書館協会で12歳から18歳までのティーンエイジャーの読書活動を支援するヤングアダルト図書館サービス協会により、ティーンエイジャーに向けた同年推薦グラフィックノベルの一つに選ばれた。